# Artondale
Artondale és una concentració de població designada pel cens dels Estats Units a l'Estat de Washington. Segons el cens del 2000 tenia 8.630 habitants.

## Demografia
Segons el cens del 2000, Artondale tenia 8.630 habitants, 3.006 habitatges, i 2.522 famílies. La densitat de població era de 330,2 habitants per km².
Dels 3.006 habitatges en un 44,6% hi vivien nens de menys de 18 anys, en un 71,8% hi vivien parelles casades, en un 8,9% dones solteres, i en un 16,1% no eren unitats familiars. En el 13% dels habitatges hi vivien persones soles el 3,6% de les quals corresponia a persones de 65 anys o més que vivien soles. El nombre mitjà de persones vivint en cada habitatge era de 2,87 i el nombre mitjà de persones que vivien en cada família era de 3,14.
Per edats la població es repartia de la següent manera: un 30,3% tenia menys de 18 anys, un 6,3% entre 18 i 24, un 27,6% entre 25 i 44, un 28,5% de 45 a 60 i un 7,2% 65 anys o més.
L'edat mediana era de 38 anys. Per cada 100 dones de 18 o més anys hi havia 94,4 homes.
La renda mediana per habitatge era de 63.500 $ i la renda mediana per família de 66.533 $. Els homes tenien una renda mediana de 52.261 $ mentre que les dones 35.992 $. La renda per capita de la població era de 25.539 $. Aproximadament l'1,3% de les famílies i el 3% de la població estaven per davall del llindar de pobresa.

## Poblacions properes
El següent diagrama mostra les poblacions més properes.